# Évazote
 (mars 2020).
L’Évazote est la marque commerciale déposée d’une mousse à cellules fermées constituée d’un copolymère d’éthylène réticulé : l'éthylène-acétate de vinyle (EVA).